# 臺灣新住民
臺灣新住民是臺灣族群的大分類之一，依據內政部移民署的定義，指1987年1月後因結婚、移民而定居臺灣的人士，尤指其中歸化取得中華民國國籍者，涵蓋族裔多元。

## 統計
內政部移民署統計顯示，已經取得本國國籍及身分證的人口超過65萬人，若不分國籍視為一體，則已超越臺灣原住民族的人口57萬人（2019年11月，約2.4%）。
另外截至2019年中，臺灣外籍勞工與外籍專業人員合計已近77萬（均不含中國大陸籍）。

## 來源
主要來自於中國大陸、香港、馬來西亞、越南、印尼、泰國、菲律賓、美國、智利、阿根廷、南韓、日本、烏克蘭、德國、法國、西班牙、英國、義大利、埃及、印度、加拿大、波蘭等。